# Nyceryx ericea
Nyceryx ericea är en fjärilsart som beskrevs av Druce 1888. Nyceryx ericea ingår i släktet Nyceryx och familjen svärmare. Inga underarter finns listade i Catalogue of Life.